# Santuario de Bruis
El Santuario de Bruis es un gran centro devocional de La Fueva, Huesca. 
Fue construido en los siglos XVI y XVII y reformado en el XIX aunque su origen es anterior, quizás una pequeña ermita románica de la que nos ha quedado la imagen de la Virgen del siglo XII. La imagen de la Virgen de Bruis es una talla del siglo XII-XIII, que goza de gran devoción en la zona y a la que se le atribuyen algunos hechos milagrosos, como el acabar con una plaga de langostas tras ser trasladada en procesión a la cercana ermita de Santa Brígida. Una antigua romería a dicha ermita el día 8 de mayo, rememora este suceso ocurrido en el siglo XVIII.